# Ryan Kelly (baseball)
Pour les articles homonymes, voir Ryan Kelly et Kelly.
William Ryan Kelly (né le 30 octobre 1987 à Hilton Head, Caroline du Sud, États-Unis) est un lanceur de relève droitier des Braves d'Atlanta de la Ligue majeure de baseball.

## Carrière
Ryan Kelly est repêché par les Pirates de Pittsburgh au 26e tour de sélection en 2006. Il amorce sa carrière professionnelle en ligues mineures en 2007 avec un des clubs affiliés des Pirates. 
Le 23 décembre 2010, les Pirates échangent Kelly aux Athletics d'Oakland contre le joueur de ligues mineures Corey Wimberly et, le 8 janvier 2011, Oakland le transfère aux Rangers du Texas en retour du lanceur droitier Guillermo Moscoso. Après une seule saison de ligue mineure avec un club affilié aux Rangers, ceux-ci l'échangent aux Padres de San Diego pour le receveur Luis Martínez. Kelly atteint le plus haut niveau des ligues mineures en 2012 dans l'organisation des Padres, et s'aligne avec leurs clubs affiliés jusqu'en 2013.
Mis sous contrat avant la saison 2014 par les Braves d'Atlanta, c'est avec cette équipe que Ryan Kelly fait ses débuts dans le baseball majeur à l'âge de 27 ans, le 30 juin 2015 contre les Nationals de Washington.